# Soniya Bhatta
Soniya Bhatta, född 4 januari 2002, är en nepalesisk judoutövare.
Bhatta tävlade för Nepal vid olympiska sommarspelen 2020 i Tokyo. Hon blev utslagen i den första omgången i extra lättvikt mot Irina Dolgova.